# I-43
I-43 (Interstate 43) — межштатная автомагистраль в Соединённых Штатах Америки. Общая протяжённость магистрали — 191,55 мили (308,27 км). Полностью располагается на территории штата Висконсин. 

## Маршрут магистрали
Южный конец автомагистрали Interstate 43 располагается в городе Белойт, на пересечении WIS 81 с I-39 и I-90. I-43 направляется на северо-восток. В городе Милуоки Interstate 43 пересекает I-94, а также две вспомогательные магистрали — I-794 и I-894, и поворачивает на север, двигаясь вдоль берега озера Мичиган. Затем Interstate 43 проходит через город Шебойган. Магистраль заканчивается в городе Грин Бей, на пересечении с US 41 и US 141.

## Основные развязки
- I-894 / US 45 / WIS 100, Гринфилд
- I-94 / US 41, Милуоки
- I-794, Милуоки